# Porvoon Butchers 2023
Questa voce raccoglie le informazioni riguardanti i Porvoon Butchers nelle competizioni ufficiali della stagione 2023.

## Maschile

### Prima squadra

#### Vaahteraliiga 2023

##### Stagione regolare
| Porvoo 20 maggio 2023, ore 16:30 2ª giornata | Porvoon Butchers | 14 – 35 (0-14 7-14 7-7 0-0) referto | Wasa Royals | Porvoon Keskuskenttä (178 spett.)\| Arbitro: \| V. Lamminsalo \| |
| Arbitro:                                     | V. Lamminsalo    |                                     |             |                                                                  |

| Porvoo 25 maggio 2023, ore 18:30 3ª giornata | Porvoon Butchers | 42 – 21 (12-0 7-14 8-0 15-7) referto | United Newland Crusaders | Porvoon Keskuskenttä (230 spett.)\| Arbitro: \| Toijala \| |
| Arbitro:                                     | Toijala          |                                      |                          |                                                            |

| Seinäjoki 4 giugno 2023, ore 16:30 4ª giornata | Seinäjoki Crocodiles | 31 – 6 (3-0 14-0 7-6 7-0) referto | Porvoon Butchers | Wirokit Stadion (451 spett.)\| Arbitro: \| M. Makarainen \| |
| Arbitro:                                       | M. Makarainen        |                                   |                  |                                                             |

| Porvoo 10 giugno 2023, ore 16:30 5ª giornata | Porvoon Butchers | 24 – 6 (0-6 14-0 7-0 3-0) referto | Kuopio Steelers | Porvoon Keskuskenttä\| Arbitro: \| M. Makarainen \| |
| Arbitro:                                     | M. Makarainen    |                                   |                 |                                                     |

| Helsinki 15 giugno 2023, ore 18:30 6ª giornata | Helsinki Roosters | 20 – 43 (6-14 0-15 6-0 8-14) referto | Porvoon Butchers | Velodromo di Helsinki (437 spett.)\| Arbitro: \| M. Makarainen \| |
| Arbitro:                                       | M. Makarainen     |                                      |                  |                                                                   |

| Porvoo 29 giugno 2023, ore 18:30 7ª giornata | Porvoon Butchers | 55 – 7 (21-0 14-7 14-0 6-0) referto | Helsinki Wolverines | Porvoon Keskuskenttä (347 spett.)\| Arbitro: \| M. Makarainen \| |
| Arbitro:                                     | M. Makarainen    |                                     |                     |                                                                  |

| Kuopio 6 luglio 2023, ore 18:30 8ª giornata | Kuopio Steelers | 34 – 37 (10-0 7-17 10-20 7-0) referto | Porvoon Butchers | Väinölänniemen stadion (409 spett.)\| Arbitro: \| M. Makarainen \| |
| Arbitro:                                    | M. Makarainen   |                                       |                  |                                                                    |

| Porvoo 16 luglio 2023, ore 16:30 9ª giornata | Porvoon Butchers | 21 – 28 (0-0 0-21 7-0 14-7) referto | Seinäjoki Crocodiles | Porvoon Keskuskenttä (605 spett.)\| Arbitro: \| V. Lamminsalo \| |
| Arbitro:                                     | V. Lamminsalo    |                                     |                      |                                                                  |

| Helsinki 21 luglio 2023, ore 18:30 10ª giornata | Helsinki Wolverines | 12 – 61 (0-7 0-7 6-28 6-19) referto | Porvoon Butchers | Velodromo di Helsinki (428 spett.)\| Arbitro: \| M. Makarainen \| |
| Arbitro:                                        | M. Makarainen       |                                     |                  |                                                                   |

| Porvoo 27 luglio 2023, ore 18:30 11ª giornata | Porvoon Butchers | 32 – 31 (7-14 6-14 0-3 19-0) referto | Helsinki Roosters | Porvoon Keskuskenttä (609 spett.)\| Arbitro: \| V. Lamminsalo \| |
| Arbitro:                                      | V. Lamminsalo    |                                      |                   |                                                                  |

| Vaasa 19 agosto 2023, ore 16:30 13ª giornata | Wasa Royals   | 28 – 21 (0-0 7-7 14-14 7-0) referto | Porvoon Butchers | Karhulan keskuskenttä (425 spett.)\| Arbitro: \| M. Makarainen \| |
| Arbitro:                                     | M. Makarainen |                                     |                  |                                                                   |

| Lohja 25 agosto 2023, ore 18:30 14ª giornata | United Newland Crusaders | 44 – 55 (12-7 6-14 6-21 20-13) referto | Porvoon Butchers | Harjun kenttä (144 spett.)\| Arbitro: \| Toijala \| |
| Arbitro:                                     | Toijala                  |                                        |                  |                                                     |

##### Playoff
| Porvoo 3 settembre 2023, ore 14:30 Semifinale | Porvoon Butchers | 24 – 14 (0-14 14-0 0-0 10-0) referto | Helsinki Roosters | Porvoon Keskuskenttä (700 spett.)\| Arbitro: \| V. Lamminsalo \| |
| Arbitro:                                      | V. Lamminsalo    |                                      |                   |                                                                  |

| Arbitri: | V. Lamminsalo J. Kalevo J. Lehtinen P. Vierikko P. Roimela J. Holmberg T. Lindroos |

|                                                    |           | |
| Powell 5':00" Q3 (TD) 7yd run Mäki-Maunus Q3 (pat) | Marcatori | Wellington 1':11" Q2 (TD) 2yd run Seppänen Q2 (pat) Eerola 2':14" Q3 (TD) 73yd pass from Gwinner Seppänen Q3 (pat) Eerola 9':00" Q4 (TD) 4yd pass from Gwinner Eerola 3':00" Q4 (TD) 46yd pass from Gwinner Seppänen Q4 (pat) |

#### Statistiche di squadra
| Competizione      | %Vittorie | In casa | In casa | In casa | In casa | In casa | In casa | In trasferta | In trasferta | In trasferta | In trasferta | In trasferta | In trasferta | Totale | Totale | Totale | Totale | Totale | Totale |
| Competizione      | %Vittorie | G       | V       | N       | P       | Pf      | Ps      | G            | V            | N            | P            | Pf           | Ps           | G      | V      | N      | P      | Pf     | Ps     |
| ----------------- | --------- | ------- | ------- | ------- | ------- | ------- | ------- | ------------ | ------------ | ------------ | ------------ | ------------ | ------------ | ------ | ------ | ------ | ------ | ------ | ------ |
| Stagione regolare | .667      | 6       | 4       | 0       | 2       | 188     | 128     | 6            | 4            | 0            | 2            | 223          | 169          | 12     | 8      | 0      | 4      | 411    | 297    |
| Playoff           | 1.000     | 1       | 1       | 0       | 0       | 24      | 14      | 1            | 1            | 0            | 0            | 27           | 7            | 2      | 2      | 0      | 0      | 51     | 21     |
| Totale            | .714      | 7       | 5       | 0       | 2       | 212     | 142     | 7            | 5            | 0            | 2            | 250          | 176          | 14     | 10     | 0      | 4      | 462    | 318    |

#### Statistiche personali

##### Marcatori
| Giocatore     | Ruolo | TD rush | TD recv | TD int | TD p.ret | TD k.ret | TD oth | Xp1  | Xp2 | FG  | Saf | Totale |
| ------------- | ----- | ------- | ------- | ------ | -------- | -------- | ------ | ---- | --- | --- | --- | ------ |
| Seppänen      |       | 0       | 13      | 0      | 0        | 0        | 0      | 38+6 | 1   | 2+1 | 0   | 133    |
| Kyei          |       | 13      | 3       | 0      | 0        | 0        | 0      | 0    | 0   | 0   | 0   | 96     |
| Eerola        |       | 0       | 4+4     | 0      | 0        | 0        | 0      | 0    | 1   | 0   | 0   | 50     |
| Natunen       |       | 0       | 7+1     | 0      | 0        | 0        | 0      | 0    | 0   | 0   | 0   | 48     |
| Gwinner       |       | 5       | 0       | 0      | 0        | 0        | 0      | 0    | 1   | 0   | 0   | 32     |
| Hirvonen      |       | 4       | 0+1     | 0      | 0        | 0        | 0      | 0    | 0   | 0   | 0   | 30     |
| Wright        |       | 1       | 0       | 3      | 0        | 0        | 0      | 0    | 1   | 0   | 0   | 26     |
| Wellington    |       | 0+1     | 0       | 0      | 1        | 0        | 0      | 0    | 0   | 0   | 0   | 12     |
| H. Vahakuopus |       | 1       | 0       | 0      | 0        | 0        | 0      | 3    | 0   | 0   | 0   | 9      |
| E. Hassinen   |       | 0       | 0       | 0      | 0        | 0        | 1      | 0    | 0   | 0   | 0   | 6      |
| S. Juuri      |       | 0       | 1       | 0      | 0        | 0        | 0      | 0    | 0   | 0   | 0   | 6      |
| Z. Karbin     |       | 0       | 1       | 0      | 0        | 0        | 0      | 0    | 0   | 0   | 0   | 6      |
| N. Pennanen   |       | 0       | 0       | 0      | 0        | 0        | 1      | 0    | 0   | 0   | 0   | 6      |
| I. Ikaheimo   |       | 0       | 0       | 0      | 0        | 0        | 0      | 1    | 0   | 0   | 0   | 1      |

##### Passer rating
| Giocatore | G    | Att    | Comp   | Int | Yds      | TD   | NFL   | NCAA   |
| --------- | ---- | ------ | ------ | --- | -------- | ---- | ----- | ------ |
| Gwinner   | 12+2 | 376+69 | 212+35 | 9+1 | 2994+506 | 29+6 | 97,96 | 143,03 |
| Seppänen  | 2    | 2      | 2      | 0   | 45       | 0    |       |        |

### Seconda squadra

#### III-divisioona 2023

##### Stagione regolare
| Hämeenlinna 11 giugno 2023, ore 10:00 1ª giornata | Hämeenlinna Tigers | 8 – 28 (0-20 8-8) referto | Porvoon Butchers II | Pullerin keinonurmi |

| Hämeenlinna 11 giugno 2023, ore 14:00 1ª giornata | Porvoon Butchers II | 42 – 8 (14-0 28-8) referto | Joensuu Wolves | Pullerin keinonurmi |

| Porvoo 12 agosto 2023, ore 11:00 4ª giornata | Porvoon Butchers II | 24 – 16 (8-0 0-8 8-8 8-0) referto | Sipoo Bulldogs | Myllymäen urheilukenttä |

| Porvoo 12 agosto 2023, ore 14:00 4ª giornata | Wasa Royal A's | 0 – 30 (a tavolino) referto | Porvoon Butchers II | Myllymäen urheilukenttä |

##### Playoff
| Porvoo 26 agosto 2023, ore 11:00 Semifinale | Porvoon Butchers II | 38 – 24 (22-8 16-16) referto | Sipoo Bulldogs | Myllymäen urheilukenttä |

| Porvoo 26 agosto 2023, ore 17:00 Äijämalja | Porvoon Butchers II | 38 – 0 (30-0 8-0) referto | Joensuu Wolves | Myllymäen urheilukenttä |

#### Statistiche di squadra
| Competizione      | %Vittorie | In casa | In casa | In casa | In casa | In casa | In casa | In trasferta | In trasferta | In trasferta | In trasferta | In trasferta | In trasferta | Totale | Totale | Totale | Totale | Totale | Totale |
| Competizione      | %Vittorie | G       | V       | N       | P       | Pf      | Ps      | G            | V            | N            | P            | Pf           | Ps           | G      | V      | N      | P      | Pf     | Ps     |
| ----------------- | --------- | ------- | ------- | ------- | ------- | ------- | ------- | ------------ | ------------ | ------------ | ------------ | ------------ | ------------ | ------ | ------ | ------ | ------ | ------ | ------ |
| Stagione regolare | 1.000     | 2       | 2       | 0       | 0       | 66      | 24      | 2            | 2            | 0            | 0            | 58           | 8            | 4      | 4      | 0      | 0      | 124    | 32     |
| Playoff           | 1.000     | 2       | 2       | 0       | 0       | 76      | 24      | 0            | 0            | 0            | 0            | 0            | 0            | 2      | 2      | 0      | 0      | 76     | 24     |
| Totale            | 1.000     | 4       | 4       | 0       | 0       | 142     | 48      | 2            | 2            | 0            | 0            | 58           | 8            | 6      | 6      | 0      | 0      | 200    | 56     |